# 水山姜
水山姜（学名：Alpinia aquatica），为姜科山姜属下的一个植物种。